# Holländsk dvärg

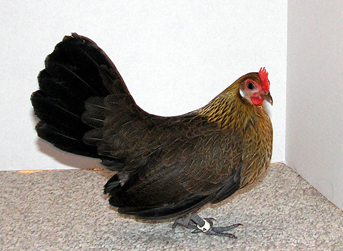
Holländsk dvärg, höna.

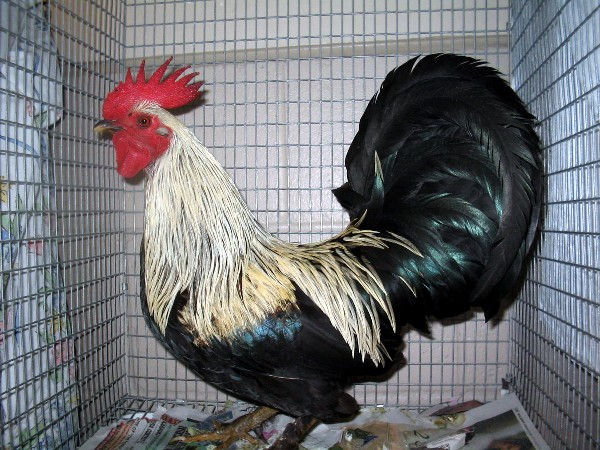
Holländsk dvärg korsning (benbefjädring).

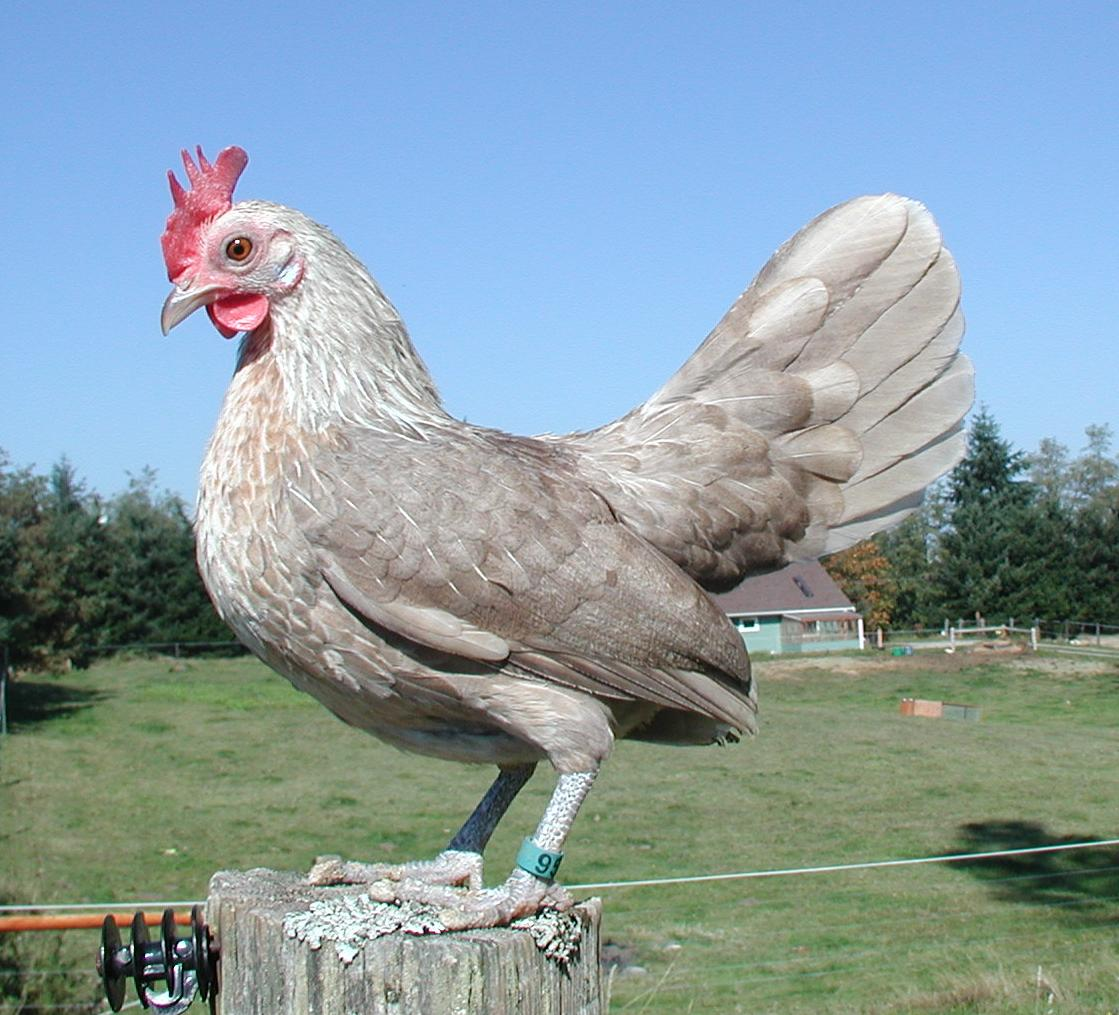
Holländsk dvärg, höna.

Holländsk dvärg är en urdvärg, det vill säga en av de allra äldsta dvärghönsraserna och kommer från Holland. Den finns omnämnd i litteraturen 1882. Sannolikt kom de till Holland med sjömän på väg hem från Ostindien under 1700-talet. Det är en pigg och bra värpras som finns i ett flertal olika färger. En höna väger 400-450 gram och en tupp väger 500-550 gram. Äggen är vita och äggvikten är omkring 30 gram. Hönorna tar ofta god hand om sina kycklingar. Rasen anses lätt att få tam och passar bra att hålla som sällskapsdjur.
Holländsk dvärg erkändes som ras av hönsrasklubben i Nederländerna 1906 och en rasklubb bildades 1948. En rasklubb i I Storbritannien bildades 1982. I USA bildades en rasklubb 1986. Till USA kom den efter andra världskriget. Den finns omnämnd från utställningar där redan under det tidiga 1950-talet. Fler importer skedde år 1969 och 1970, samt under 1980-talet och 1990-talet. Dessa importer etablerade rasen i USA och den erkändes av den amerikanska hönsrasklubben 1992.

## Färger
- Blå
- Blå/guldhalsad
- Blå/kanttecknad
- Blå/orangehalsad
- Blå/silverhalsad
- Guldhalsad
- Gökfärgad
- Laxfärgad
- Legbarfärgad
- Orangehalsad
- Rödsadlad
- Silverhalsad
- Silverhalsad med orange rygg och skuldror
- Svart
- Vetefärgad
- Vit
- Spättad
- Gul
- Gul Columbia
- Citron porslin
- Röd porslin